# احمد محمدپور
احمد محمدپور (زاده ۱ فوریهٔ ۱۹۸۰) یک بازیکن فوتبال اهل ایران است.